# TG 1848 Donzdorf
Die Turngemeinde 1848 Donzdorf e. V., kurz TG Donzdorf, ist ein Mehrspartensportverein aus Donzdorf im Landkreis Göppingen in Baden-Württemberg.

## Geschichte
Die 1848 gegründete TG Donzdorf bietet neben Handball auch die Sportarten Leichtathletik, Tischtennis,  Fitness, Geräteturnen, Kinderturnen und Volleyball an.

## Handball
Die größten Erfolge der 1929 gegründeten Handballabteilung waren die Württembergische Meisterschaft (3. Liga), der Aufstieg in die zweitklassige Regionalliga Süd, in der sich die TG-Handballer insgesamt sechs Jahre halten konnten und als beste Platzierung in der Liga die Saison 1977/78 mit dem 4. Platz abschlossen. Hinzu kommt noch die viermalige Teilnahme am DHB-Pokal, bei der das TG-Team zweimal ins Achtelfinale einziehen konnte. Mit dem Abstieg 1993 aus der Oberliga verabschiedete sich die TG-D aus den höherklassigen Handballligen. Den Frauen gelang im Rahmen einer Spielgemeinschaft als FSG Donzdorf/Geislingen 2014 der Aufstieg in die viertklassige Oberliga Baden-Württemberg, der sie dann vier Jahre angehörten.
Mit Gründung der Handballspielgemeinschaft zwischen den Handballabteilungen TV Winzingen / TV Wißgoldingen / TG Donzdorf als (HSG WiWiDo), die im Bereich Männer-, Frauen und Jugendhandball 2016 in Verhandlung und 2017 an den Start ging, wurde auch die „FSG TG Donzdorf/TG Geislingen“ aufgelöst. Die HSG WiWiDo nimmt mit drei Männermannschaften, vier Frauenteams und vierzehn Nachwuchsmannschaften am Spielbetrieb des Handballverbandes Baden-Württemberg (BWHV) teil. In der Saison 2024/25 spielten das 1. Männer- und Frauenteam jeweils in der Verbandsliga Baden-Württemberg.

### Erfolge
| - DHB-Pokal Achtelfinale 1982, 1983 - DHB-Pokal Hauptrunde 1984, 1986 - Aufstieg in die Regionalliga (2. Liga) 1974 - Württembergischer Meister (3. Liga) 1974 - Württembergischer Vizemeister (3. Liga) 1970 - Aufstieg in die Regionalliga (3. Liga) 1983, 1987 - Aufstieg in die Württembergliga (3. Liga) 1969 - Württembergischer Meister (4. Liga) 1987 - Württembergischer Vizemeister (4. Liga) 1983, |

Frauen
- Aufstieg in die Oberliga Baden-Württemberg (4. Liga) 2014

Mit dem Zusammenschluss der Frauenabteilungen des TG Donzdorf und des TG Geislingen entstand ab der Saison 2001/02 die Frauenspielgemeinschaft „FSG TG Donzdorf / TG Geislingen“, die mit Gründung der „HSG WiWiDo“ 2017 wieder aufgelöst wurde.

## Trainerpersönlichkeit
- Klaus Cachay